# It Won't Be Long
Pistes de With the Beatles
All I've Got to Do
It Won't Be Long est la première chanson de l'album With the Beatles, et a été la première chanson enregistrée pour celui-ci. Bien qu'elle soit créditée à Lennon/McCartney, il s'agit principalement d'une composition de John Lennon, qui fut assisté de Paul McCartney pour les paroles et l'orchestration. Le refrain joue avec l'homophonie des mots anglais be long (être long) et belong (appartient à). It Won't Be Long fut composé au départ comme un successeur possible à She Loves You, mais ne devint jamais un 45 tours, John expliquant plus tard qu'il lui manquait quelque chose. It Won't Be Long est une chanson d'amour qui reflète certains événements de la jeunesse de John. Seul et rejeté, il est assis chez lui et attend que la fille qui l'a abandonné revienne et fasse son bonheur. Comme dans bien des compositions ultérieures, il oppose la vie heureuse et sans soucis qu'il croit être celle des autres et ses propres angoisses, estimant que le retour de sa bien-aimé résoudra tous ses problèmes.
La chanson a été reprise par Franz Ferdinand en concert. En 2008, Evan Rachel Wood l'a également reprise dans le film Across the Universe, une comédie musicale de Julie Taymor, inspiré de 32 chansons des Beatles.

## Publication en France
La chanson arrive en France en janvier 1964 sur la face A d'un 45 tours EP (« super 45 tours »), accompagnée  de I Want To Hold Your Hand ; sur la face B figurent I Wanna Be Your Man et Till There Was You. Une photo de Dezo Hoffman orne la pochette.

## Interprètes
- John Lennon : chant, guitare rythmique
- Paul McCartney : chœurs, guitare basse
- George Harrison : chœurs, guitare solo
- Ringo Starr : batterie